# 前田茂勝
前田茂勝（日语：／ Maeda Shigekatsu，1582年—1621年）是日本安土桃山時代至江戶時代前期大名。丹波龜山藩、八上藩藩主。父親是前田玄以。
在文祿4年（1595年）成為吉利支丹。在慶長5年（1600年）的關原之戰中加入西軍並進攻東軍方細川幽齋守備的丹後田邊城，亦擔任接收城池的使者。後來西軍戰敗，不過因為父親與朝廷的關係等原因而沒有遭到任何處罰。
在慶長7年（1602年）因為父親玄以死去而繼任家督，從龜山移封至八上。不過因為是一名熱心的吉利支丹而被幕府視為危險，而且茂勝自身都荒廢藩政並相當放蕩，終於因為命令諫言的家臣尾池清左衛門父子等多個家臣切腹而被幕府改易，被外甥堀尾忠晴幽禁。在改易後以吉利支丹的真面目生活。在元和7年（1621年）死去。享年40岁。

## 逸話
- 曾在近江國的水口宿與宿主打鬥而被捉到代官所，幕府的代官知道是茂勝後相當驚訝。